# Оса (Иркутская область)
Оса́ (бур. Оһо) — село в Иркутской области, Усть-Ордынского Бурятского Округа, административный центр Осинского района Иркутской области и сельского поселения «Оса».
Название происходит от реки Оса, что с бурятского значат ус, уса — река

## География
Находится в 140 км севернее Иркутска по Александровскому тракту и в 90 км северо-западнее окружного центра посёлка Усть-Ордынский. Расположено на левом берегу реки Оса, притоке Ангары, в 13 км от её впадения в Братское водохранилище.

## История
В 1644 году атаманом Василием Колесниковым был основан Осинский острог. В период первоначальных войн коренного населения с пришлыми русскими казаками осенью 1647 острог был осаждён бурятами и к весне 1648 года взят ими и сожжён.
История же Осинской слободы начинается со второй половины XVII века, когда усть-кахинские буряты продали участок земли на левом берегу Осы бежавшим из Илимского острога с семьями братьям Харитону и Павлу. От избы, срубленной Харитоном, пошла Осинская слобода, а на месте поселения Павла образовалась деревня Мороза.
Слобода заселялась русскими переселенцами и местными бурятами, постепенно переходившими к оседлости. В 1788 году была возведена деревянная церковь с нижним, Никольским приделом, и верхним — в честь Илии Пророка. В 1868 году этот храм сгорел и в 1871 году построена новая трёхпрестольная церковь с верхним приделом во имя Покрова Пресвятой Богородицы. В 1936 году Покровская церковь была закрыта, в здании устроили дом культуры, сгоревший в 1967 году.
В 1884 году в Осе открыли одноклассное училище, где первоначально обучалось 47 детей обоего пола. К началу XX века в селе торговали 4 лавки, работали две кожевни.

## Население
| 1959  | 1979  | 1989  | 2002  | 2010  | 2011  | 2012  |
| ----- | ----- | ----- | ----- | ----- | ----- | ----- |
| 2159  | ↗3490 | ↗4412 | ↗4486 | ↗4523 | ↘4515 | ↗4536 |
| 2021  |       |       |       |       |       |       |
| ↗4939 |       |       |       |       |       |       |

Гендерный состав
На 2010 год 46,3 % — мужчины, 53,7 % — женщины.
Национальный состав
Основное население составляют русские, буряты

## Экономика
- Основа экономики села — переработка древесины (85 % валового продукта). Крупнейшее предприятие — Осинский лесхоз.
- Мясо-молочное животноводство, свиноводство, коневодство.
- Компания «Байкал-биотех» — производство кисломолочной биодобавки куранги́ из местного молока.

## Спорт
В Осинском районе действуют школьные стадионы, и один оздоровительный физкультурный комплекс  "Баатар", данный стадион находится на ул. Целинная 26.
Также действует подсобка "СМУ" на ул.Комарова 15.

## Религия
В основном население исповедует шаманизм и православие.